# Dušan Basta
Pour les articles homonymes, voir Basta.
Dušan Basta (en serbe cyrillique : Душан Баста), né le 18 août 1984 à Belgrade, Yougoslavie (auj. en Serbie), est un footballeur international serbe, évoluant au poste de arrière ou milieu droit.
Basta a joué deux matchs avec l'équipe de Serbie-et-Monténégro en 2005 et 2006 ; il participe notamment à la Coupe du monde 2006. En 2012, il est rappelé pour jouer avec la Serbie, avec laquelle il joue régulièrement.

## Carrière
- 2002-2008 : Étoile rouge de Belgrade  RF Yougoslavie puis  Serbie-et-Monténégro puis  Serbie
  - 2003-2004 : FK Jedinstvo Ub  Serbie-et-Monténégro (prêt)
  - 2008-2009 : US Lecce  (prêt) Italie
- 2009-2014 : Udinese Calcio  Italie
- 2014-2019 : SS Lazio  Italie[1]

## Palmarès

### En équipe nationale
- 2 sélections et 0 but avec l'équipe de Serbie-et-Monténégro.
- 15 sélections et 2 buts avec l'équipe de Serbie.

### Avec l'Étoile rouge de Belgrade
- Champion de Serbie en 2004, 2006 et 2007.
- Vainqueur de la coupe de Serbie en 2006 et 2007.

### Avec la Lazio Rome
- Vainqueur de la Supercoupe d'Italie en 2017.